# Diario de Tortosa
El Diario de Tortosa fue un periódico español publicado en Tortosa entre 1882 y 1923. A lo largo de su existencia fue una publicación de ideología monárquica y conservadora. Continuaría editándose hasta 1923.
Algunos redactores del diario pondrían en marcha el Heraldo de Tortosa, en 1924.